# Frieda Amerlan
Frieda Amerlan (Angermünde, 1841. február 19. – Dahme/Mark, 1924. augusztus 1.) német írónő.

## Élete
Az angermündei városi iskolába járt, valamint magántanároktól vett órákat. Rendszeresen mesélt saját maga által kitalált történeteket húga gyermekeinek, egy idő múlva papírra vetette e történeteket, ilyen módon talált utat az íráshoz. Kezdetben gyermekmeséket publikált, később ifjúsági regényeket írt. A Wilhelm Spemann által kiadott  Der Gute Kamerad és Das Kränzchen ifjúsági magazinokban is rendszeresen publikált. 1895-ig élt Angermündében, ekkor költözött Dahmébe. Mint magántanár tevékenykedett többek közt Grabowban (ma: Grabowo, Lengyelország) és Stettinben (ma: Szczecin, Lengyelország).

## Munkái
- Alte liebe Lieder (1882)
- Kindergeschichten für aufmerksame kleine Zuhörer von 4 bis 7 Jahren. Flemming, Glogau, 1882
- Ersungen! Erzählung für junge Mädchen. Eckstein, Berlin, 1886
- Fürs junge fröhliche Mädchenherz. Der weiblichen Jugend gewidmet. Enßlin & Laiblin, Reutlingen, 1890
- Annemarie. Eine Erzählung für Jung und Alt. Schorss, Berlin, 1891
- Was Grossmutter erzählte, als Schmiede-Wilhelm durchaus nach Amerika wollte. Eine Erzählung für Jung und Alt. Schorss, Berlin, 1891
- Für die Jugend. Aus Urväter Tagen. Altnordisches Götterleben und Heldentum der Edda nach erzählt. Von Trautetter, Berlin, 1891
- Am Herd des Hauses. Praktisches Kochbuch mit Notizblättern zum Weitersammeln von Rezepten. Niekammer, Stettin, 1897
- Mademoiselle. Enßlin & Laiblin, Reutlingen, 1912
- Mädchengeschichten. 4 Erzählungen für die weibliche Jugend. Enßlin & Laiblin, Reutlingen 190.

## Fordítás
- Ez a szócikk részben vagy egészben  a   Frieda Amerlan című német Wikipédia-szócikk ezen változatának fordításán alapul.  Az eredeti cikk szerkesztőit annak laptörténete sorolja fel. Ez a jelzés csupán a megfogalmazás eredetét és a szerzői jogokat jelzi, nem szolgál a cikkben szereplő információk forrásmegjelöléseként.